# Celebration Rock
Celebration Rock är Japandroids andra studioalbum som släpptes den 5 juni 2012 av Polyvinyl. Den första singeln att släppas från albumet var "Younger Us" som släpptes i samband med en serie singlar 2010. Den andra singeln, albumets huvudsingel, "The House That Heaven Built" släpptes 15 maj 2012. Singelns B-sida innehåller en cover på Nick Cave and the Bad Seeds låt "Jack the Ripper".

## Låtlista
| Nr | Titel                        | Kompositör                          | Längd |
| -- | ---------------------------- | ----------------------------------- | ----- |
| 1. | The Nights of Wine and Roses | Japandroids                         | 4:02  |
| 2. | Fire's Highway               | Japandroids                         | 4:44  |
| 3. | Evil's Sway                  | Japandroids                         | 4:27  |
| 4. | For the Love of Ivy          | Jeffrey Lee Pierce/Kid Congo Powers | 4:13  |
| 5. | Adrenaline Nightshift        | Japandroids                         | 4:26  |
| 6. | Younger Us                   | Japandroids                         | 3:33  |
| 7. | The House That Heaven Built  | Japandroids                         | 4:49  |
| 8. | Continuous Thunder           | Japandroids                         | 4:59  |